# Сино Абурамэ
Шино Абурамэ (яп. 油女 シノ Абурамэ Шино) — персонаж из серии комиксов и аниме манги «Наруто». Был создан мангакой Масаси Кисимото и озвучен актёром Синди Кавада. Слово «Абурамэ» примерно переводится как «масляная женщина», это слово похоже на «абурамуси», которое переводится с японского как «таракан». Шино — слово, имеющее сходство со словом «Шиноби».

## Характеристика персонажа
Сино является членом клана «Абурамэ», члены которого великолепно разбираются во всех видах насекомых и используют жуков, обитающих в их телах и питающиеся их чакрой, взамен чего насекомые помогают им в сражениях. Жуки способны пожирать чакру противника, служить щитом при атаках, а также создавать клона владеющего ими синоби. Кроме того они могут быть использованы как разведчики. Лицо Сино постоянно закрыто деталями одежды. Сино — молчаливый и таинственный персонаж.